# Jurij Baturenko
Jurij Michajlovič Baturenko (in russo Юрий Михайлович Батуренко?; Dušanbe, 29 dicembre 1964) è un ex calciatore e allenatore di calcio tagiko, assistente di Jurij Sëmin alla Lokomotiv Mosca.

## Statistiche

### Cronologia presenze e reti in nazionale
| Cronologia completa delle presenze e delle reti in nazionale ― Tagikistan | Cronologia completa delle presenze e delle reti in nazionale ― Tagikistan | Cronologia completa delle presenze e delle reti in nazionale ― Tagikistan | Cronologia completa delle presenze e delle reti in nazionale ― Tagikistan | Cronologia completa delle presenze e delle reti in nazionale ― Tagikistan | Cronologia completa delle presenze e delle reti in nazionale ― Tagikistan | Cronologia completa delle presenze e delle reti in nazionale ― Tagikistan | Cronologia completa delle presenze e delle reti in nazionale ― Tagikistan |
| Data                                                                      | Città                                                                     | In casa                                                                   | Risultato                                                                 | Ospiti                                                                    | Competizione                                                              | Reti                                                                      | Note                                                                      |
| ------------------------------------------------------------------------- | ------------------------------------------------------------------------- | ------------------------------------------------------------------------- | ------------------------------------------------------------------------- | ------------------------------------------------------------------------- | ------------------------------------------------------------------------- | ------------------------------------------------------------------------- | ------------------------------------------------------------------------- |
| 17-7-1992                                                                 | Dušanbe                                                                   | Tagikistan                                                                | 2 – 2                                                                     | Uzbekistan                                                                | Coppa dell'Asia centrale                                                  | -                                                                         |                                                                           |
| 8-5-1996                                                                  | Dušanbe                                                                   | Tagikistan                                                                | 4 – 0                                                                     | Uzbekistan                                                                | Qual. Coppa d'Asia 1996                                                   | -                                                                         |                                                                           |
| 10-7-1996                                                                 | Tashkent                                                                  | Uzbekistan                                                                | 5 – 0                                                                     | Tagikistan                                                                | Qual. Coppa d'Asia 1996                                                   | -                                                                         | Ammonizione                                                               |
| Totale                                                                    |                                                                           | Presenze                                                                  | 3                                                                         |                                                                           | Reti                                                                      | 0                                                                         |                                                                           |